# De Viris Illustribus (Јероним)
De Viris Illustribus или "О славним људима" је дело Јеронима.

## Дело
De Viris Illustribus представља збирку 135 кратких биографија почевши од биографије Светог Петра, а завршавајући биографијом самог Јеронима. Дело је састављено са циљем да преобраћеним скептицима докаже да је црква у својим редовима имала и учене људе. За прва три века хришћанске историје, Јероним је користио Црквену историју коју понекад исправља и дописује. Могуће је да је Јеронимову биографију написао Софроније, његов пријатељ и сарадник у писању дела. 